# Vigur

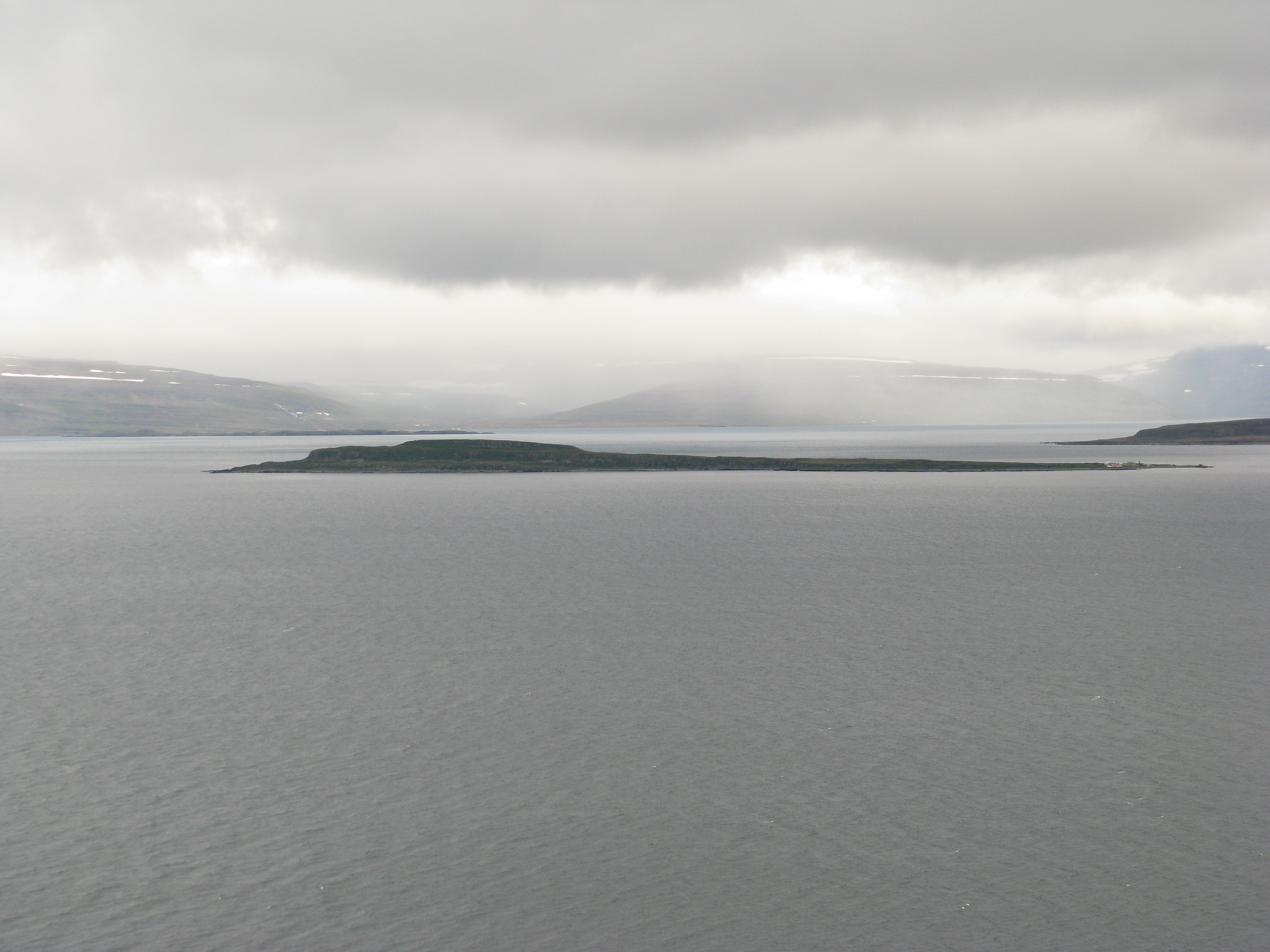
Blik op Vigur.

Vigur is een van de eilandjes in de Ísafjarðardjúp, een grote fjord in het noordwesten van IJsland.
Het eilandje van 0,6 km² ligt voor de gezamenlijke monding van de Skötufjörður- en Hestfjörðurfjorden. Vigur is een lang, smal en laag eilandje. Het oude IJslandse woord vigur betekent speer, waarmee de naamgeving verklaard is.
Het oudste gebouw op Vigur is een windmolen uit 1840, die nu onder beheer van Þjóðminjasafn Íslands, zeg maar de IJslandse monumentenzorg, valt. Daarnaast ligt op Vigur een roeiboot uit 1800, die nu de oudste van IJsland is. Tot 2000 werd deze boot nog gebruikt om vee (met name schapen) en hooi van en naar de vastewal te brengen.
Op Vigur is een boerderij waarop ten dele nog op ambachtelijke wijze wordt gewerkt (bijvoorbeeld de melkverwerking) en waarvan de eigenaar het alleenrecht heeft op het verzamelen van eiderdons en het vangen van vogels. Vigur trekt steeds meer toeristen, die het eiland vanaf Ísafjörður als excursie bezoeken.
De belangrijkste andere eilandjes in de Ísafjarðardjúp zijn Æðey en Borgarey.